# Offizierspatent
Offizierspatent begrip komt van het Latijn litterae patentes en dat betekent soeverein "open brief". Volgens het huidige taalgebruik betekent dit een benoemingsakte. Door het Patent maakte de benoeming tot officier (evenals elke verdere bevorderingen naar een hogere officiersrang) probaat en aannemelijk. De datum van afgifte bepaalde de volgorde van anciënniteit.

## Duitsland

### Pruisen
Vanaf 1713 gaf de koning Frederik Willem I van Pruisen persoonlijk de Offizierspatent (akte van benoeming tot officier) af. De bewoording van dat Patent bleef tot 1919 vrijwel onveranderd in het Pruisische leger. 

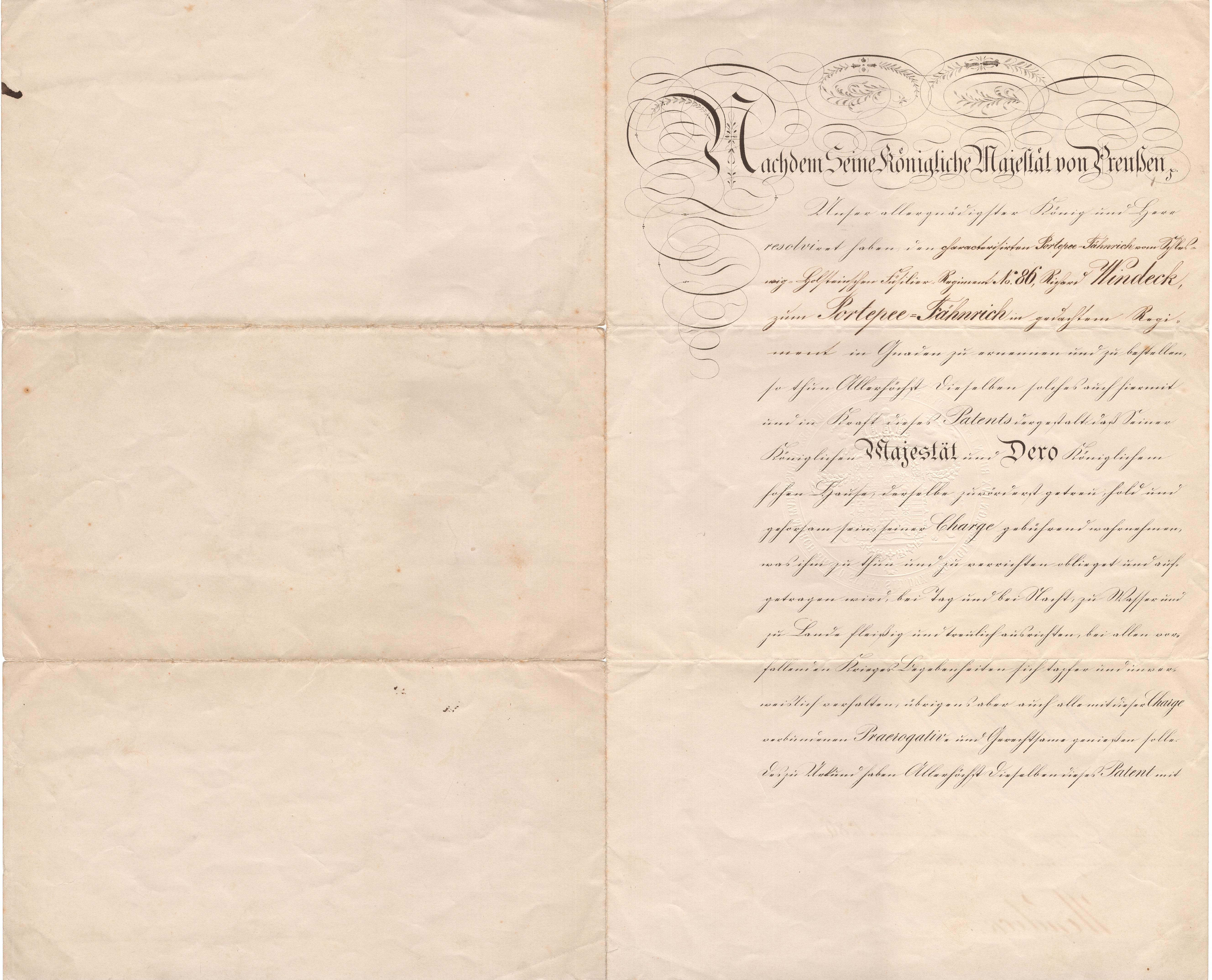
Patent voor een Pruisische Portepee-Fähnrich (Oberfähnrich) voorzijde jaar 1872.
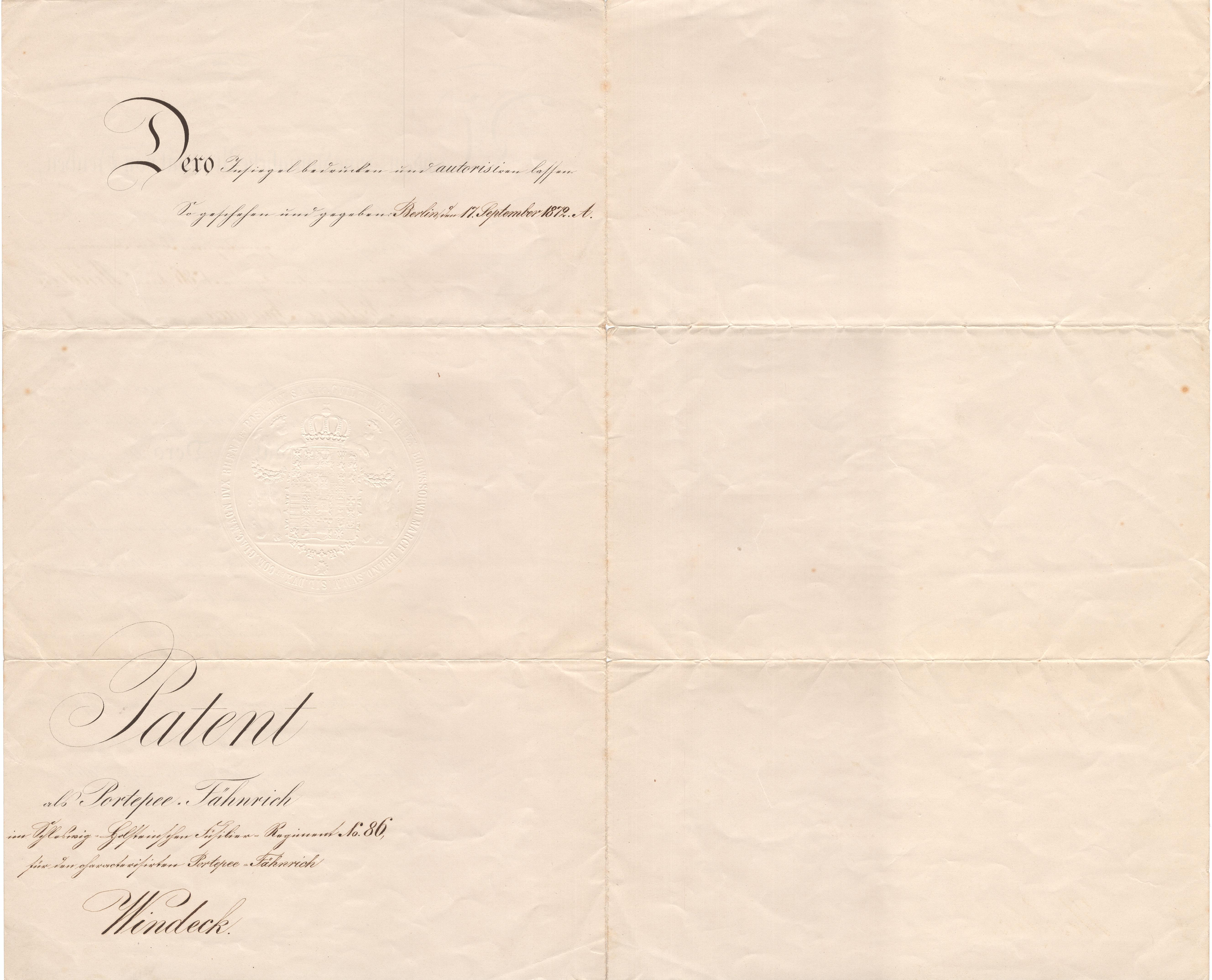
Hetzelfde Patent, maar achterzijde.
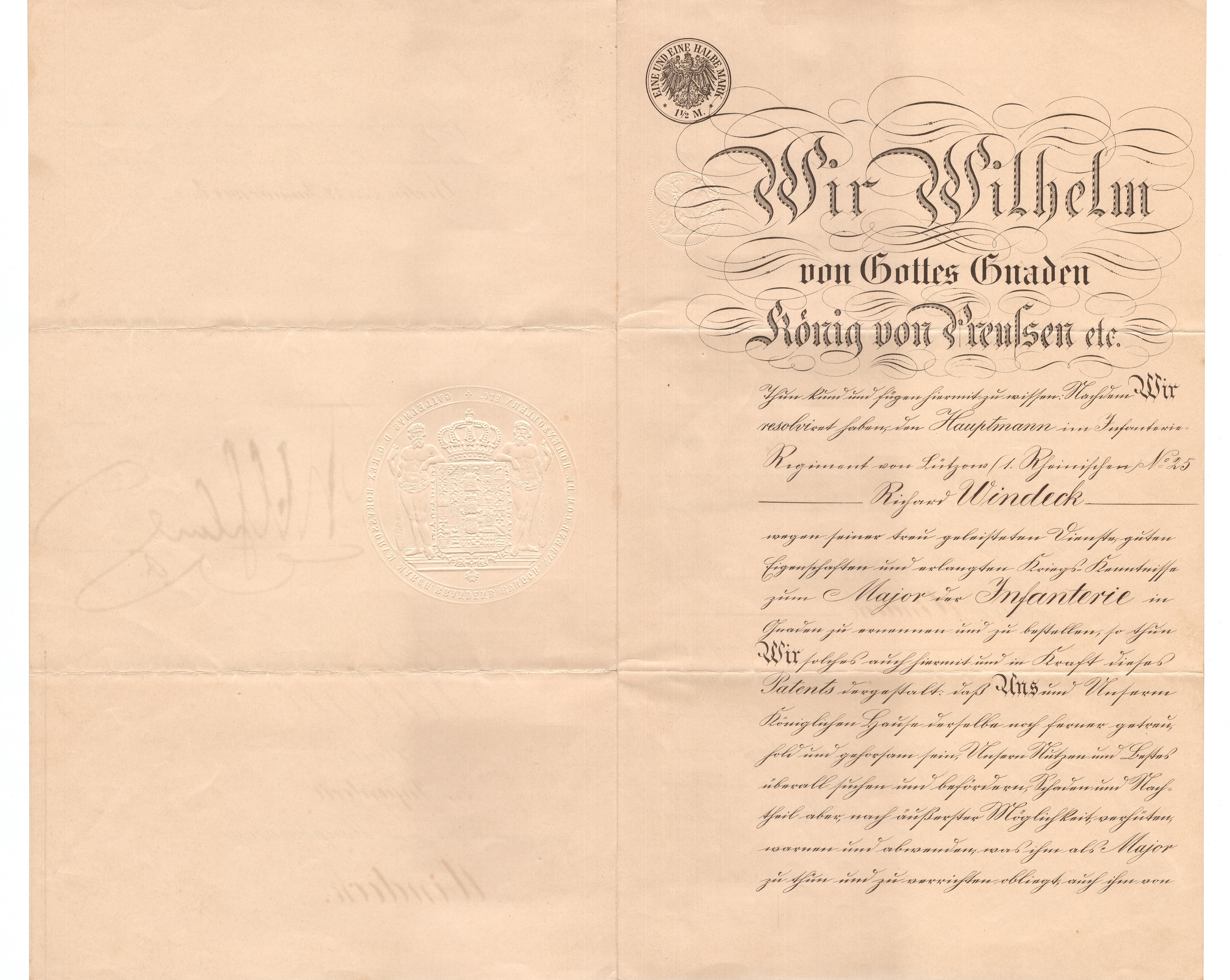
Patent voor een Pruisische Major buitenzijde jaar 1900.
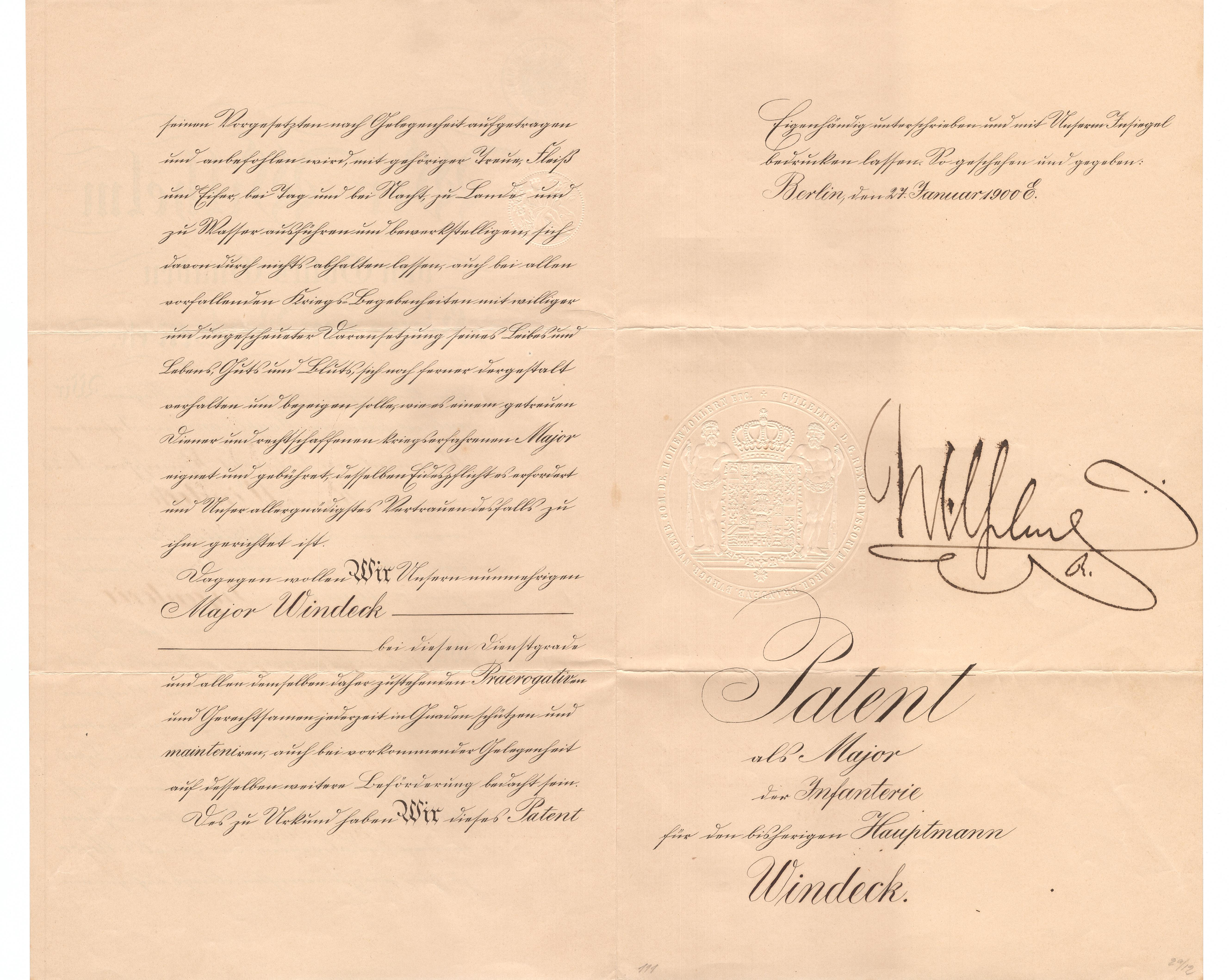
Hetzelfde Patent, maar achterzijde jaar 1900.
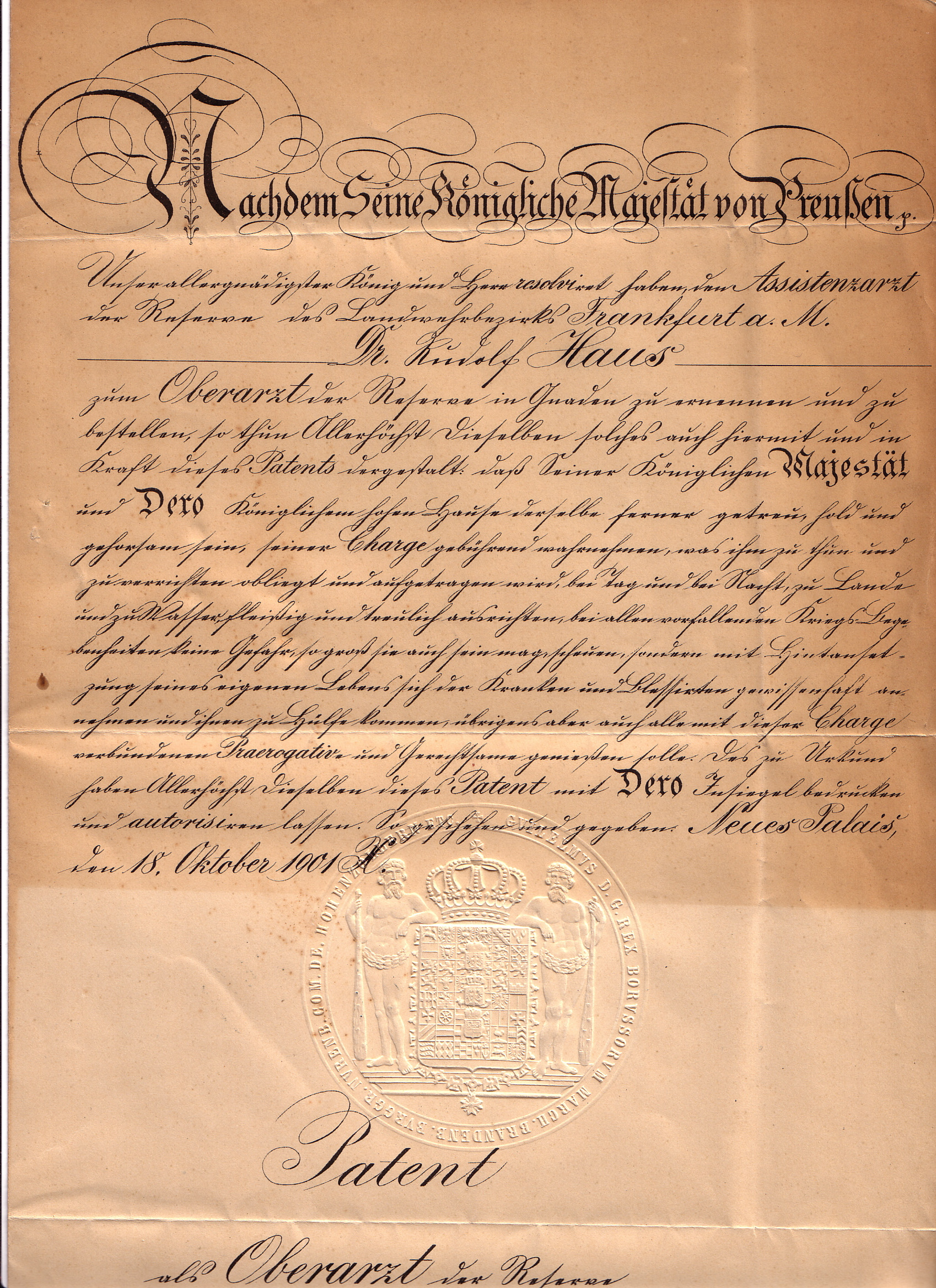
Patent voor een Oberarzt der Reserve.

Alle Patenten werden voorzien van een grootzegel; Patenten tot Premier-Lieutenant/Oberleutnant (tweede luitenant/eerste luitenant) waren zonder handtekening, vanaf Hauptmann (kapitein) werden ze altijd ondertekend door de koning. Na het behalen van het officiersexamen werden de studenten tot vaandrigs aangesteld, en ontvingen ze het Patent na twee tot zes maanden afhankelijk van het examenresultaat. De beste student van de klas werd onmiddellijk bevorderd tot Leutnant, met een Patent drie maanden later. De volgorde (letters A tot Z) van Patenten met dezelfde datum werden bepaald door de prestatieresultaat. Het Patent bepaalde de anciënniteit (Dienstalter), en daarmee de volgorde van reguliere bevordering.
In het geval van uitstekende prestaties konden de officieren bij bevorderingen "vorpatentiert" worden, dat wil zeggen het Patent werd met een oudere datum gedateerd.
Het Patent (vaak gemaakt van waardevol perkament) voor een militair ambtenaar in de rang van officier werd meestal afgegeven door de minister van Oorlog. Ook onderofficieren ontvingen certificaten van hun bevorderingen, de zogenaamde (van papier gemaakte) "Bestallung" (benoeming).

### Bundeswehr

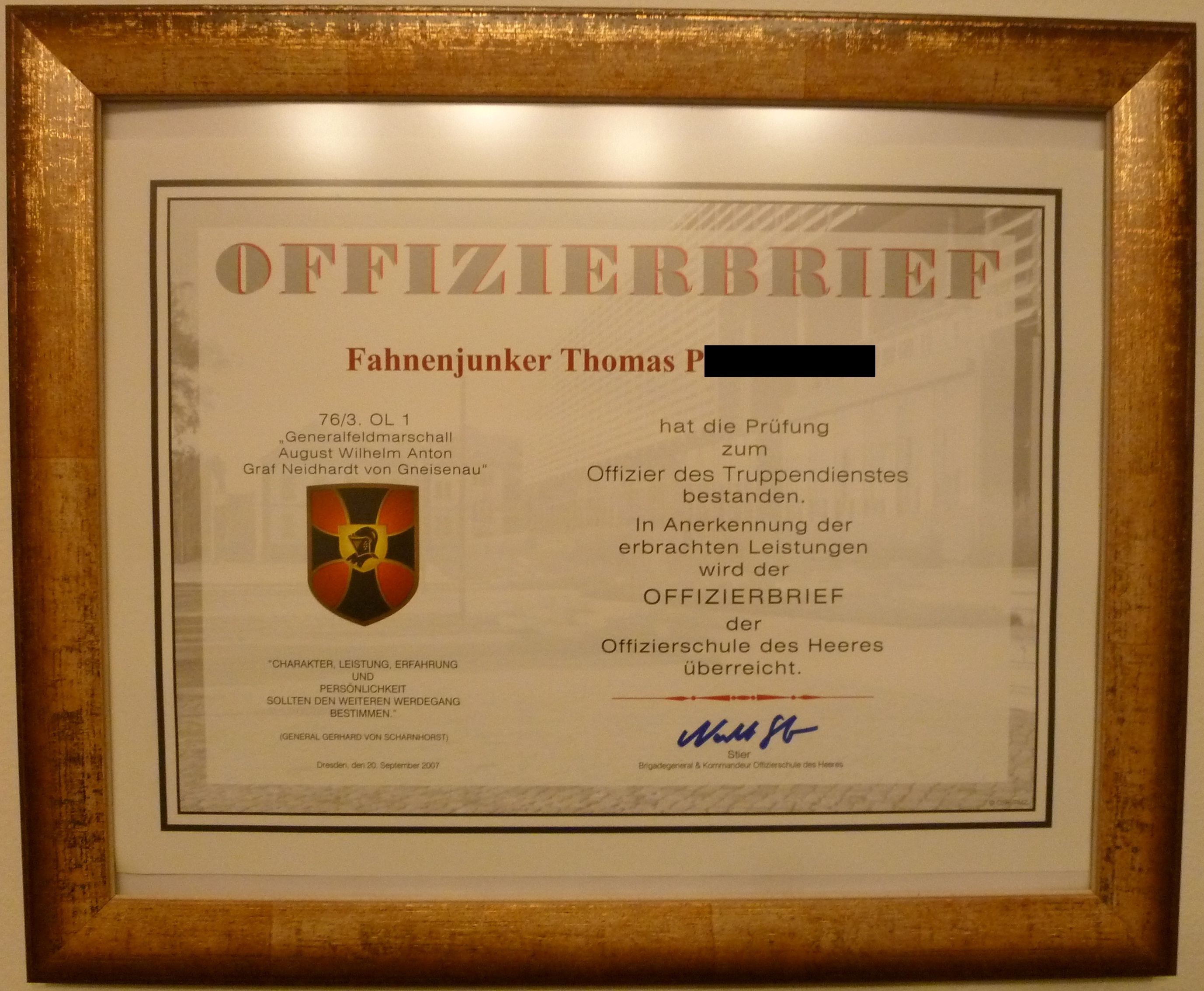
Officiersbrief van de Offizierschule des Heeres

In de Bundeswehr zijn er geen officierspatenten in de strikte zin. Sinds eind 2002 krijgen afgestudeerden van de Offizierschule des Heeres na het behalen van het officiersleergang deel 1 de officiersbrief overhandigd. Aan de marineschool Mürwiky krijgen de afgestudeerden ook een officiersbrief. Aan de Offizierschule der Luftwaffe krijgen de afgestudeerden, in navolging van de traditie van het toekennen van Patenten na het behalen van de officierscursus, een leergang oorkonde met de titel Offizierspatent.
Overeenkomstig met artikel 27 (II) nr. 2 van het Soldatengesetz vereist bevordering tot Leutnant (tweede luitenant), de laagste officiersrang in de Bundeswehr, een positief cursuscertificaat van de relevante officiersschool en een minimale dienstperiode van 36 maanden voor actieve soldaten in naast de relevante opleidingskwalificaties. Voor reserveofficieren gelden andere eisen.

## Zwitserland
In het Zwitsers leger staat het document dat de bevordering tot officier schriftelijk bevestigen als een Offiziersbrevet aangeduid. Het wordt afgegeven door het hoofd van het Federaal Departement van Defensie, Volksverdediging en Sport.

## Patent in de koopvaardij
De akte van bekwaamheid voor scheepsofficieren in de handelsscheepvaart, werden vroeger ook wel Patente genoemd. In de omgangstaal werd daarmee de gekwalificeerde officieren nog steeds als Patent drager genoemd. Dit geldt in gelijke mate voor nautische en technische officieren.
Officieel wordt de term Patent bij het vaarbevoegdheidsbewijzen voor de binnenvaart gebruikt, bijvoorbeeld het Bodenseeschifferpatent.

## Verenigde Staten
Het Offizierspatent wordt in de Verenigde Staten een Commission (commissie) genoemd. Overeenkomstig heten de officieren meestal Commissioned Officers. Volgens de Amerikaanse grondwet is alleen de president bevoegd om een Commission te verlenen aan officieren van de Amerikaanse strijdkrachten. Hij kan de uitreiking echter delegeren aan een ondergeschikte ministers, die vervolgens namens de president het Commission afgeven, wat in de praktijk meestal het geval is. Terwijl manschappen en onderofficieren hun taken uitvoeren op basis van een contract, hebben officieren rechtstreeks gezag van de president. Aangezien de National Guard zowel een staatsmilitie als een reserveonderdeel van de Amerikaanse strijdkrachten is, krijgen de officieren dubbele commissies van zowel de gouverneur als de president. De Commission is de officiële toestemming om bevelen te geven en troepen te leiden.
Onderofficier in de laagste salarisschaal krijgt een bevelschrift (volmacht) van de minister van Defensie (Engels: Secretary of Defense). Vanaf de rang van Chief Warrant Officer krijgt hij ook een Commission, en staan daarmee op gelijk gesteld met een officier. Hoewel een Warrant Officer niet bedoeld is om troepen te leiden.